# Mohamad Al-Sayed
Mohamad Naser Al-Sayed (ur. 2 listopada 1981) – katarski szachista, drugi w historii arcymistrz tego kraju (tytuł otrzymał w 2009 roku).

## Kariera szachowa
W latach 1991–2001 wielokrotnie uczestniczył w mistrzostwach świata i Azji juniorów w różnych kategoriach wiekowych. Reprezentował również swój kraj w turniejach strefowych (eliminacjach mistrzostw świata), turniejach o indywidualne i drużynowe mistrzostwo Azji, jak również na szachowych olimpiadach (siedmiokrotnie, w latach 1994–2008) i drużynowych mistrzostwach państw arabskich (w 2007 r. zdobywając złoty medal za indywidualny wynik na II szachownicy).
Normy na tytuł arcymistrza wypełnił w Biel (2003), Gibraltarze (2006, 2007) oraz Dreźnie (2008, podczas olimpiady). Do innych jego indywidualnych sukcesów należą m.in.:
- II m. w Budapeszcie (2001, turniej First Saturday FS06 GM, za Qədirem Hüseynovem),
- dz. II m. w Bejrucie (2004, turniej strefowy, za Ehsanem Ghaemem Maghamim, wspólnie z Mohamadem Al-Modiahkim),
- dz. I m. w Sanie (2009, turniej strefowy, wspólnie z Mohamadem Al-Modiahkim).

Najwyższy ranking w dotychczasowej karierze osiągnął 1 stycznia 2016 r., z wynikiem 2530 punktów zajmował wówczas 1. miejsce wśród katarskich szachistów.